# Martha Boto
Martha Boto, född 27 december 1925, död 13 oktober 2004, var en argentinsk konstnär. Boto föddes i Buenos Aires, och var medgrundare till Grupo de Artistas no Figurativos de la Argentina ("Gruppen för nonfigurativa konstnärer i Argentina"). Hon anses vara en föregångare inom kinetisk- och programmerad konst.

## Biografi
Boto växte upp i en familj med konstnärer som stöttade henne i hennes val att bli konstnär. Hon påbörjade sina konststudier 1944, i teckning och måleri vid Escuela Superior de Bellas Artes och examinerades 1950. 1959 flyttade hon till Paris med sin man, konstnären och samarbetspartnern Gregorio Vardanega, där hon verkade fram till sin död 2004.

## Praktik
Botos tidiga verk kretsar kring geometriska abstraktioner inom måleri. Under 1950-talet börjar hon att arbeta rumsligt, vilket resulterade i arbeten med strukturer av plexiglas och färgat vatten. 1956 blev hon en del av den konkreta gruppen "Arte Nuevo".
Hon är en av de första i Buenos Aires som började arbeta med rörelse som en faktor i sina skulpturer. 1957 grundade hon Grupo de Artistas no Figurativos de la Argentina tillsammans med Gregorio Vardanega.
1959 flyttade paret till Paris och senare samma år deltog hon i den första Biennale de Paris där hennes karriär som kinetisk konstnär tog fart, och från och med nu kretsade hennes arbete kring rörelse, ljus och färg.
I Paris blev Boto representerad av galleristen Denise René. I Paris började hon arbeta med mer industriella material och elektriska motorer. 
Hon är känd för sina "undersökningar som ledde till repetitionsprincipen i reflektionsvärlden" och menade att hon sökte efter en konst som var kapabel att väcka olika känslor, psykologiska reaktioner av glädje och spänning, en konst som kunde fungera som medicin för själen.

## Verk i urval
- Optical Structure, 1962, plexiglas, 90 x 45 x 45 cm.[10]
- Contraction and expansion of lines, 1964, rörlig ljusmaskin.
- Permanent vibrations, 1965, rörlig elektrisk ljusmaskin, 90 x 90 x 60 cm.
- Luminous intersections, 1965, rörlig elektrisk ljusmaskin, 60x 60 x 45 cm.
- Microlux (box), 1965, rörlig ljusmaskin, 65 x 65 x 30 cm, MNBA collection, Buenos Aires.
- Plus Helicoidal (box), 1967. MNBA collection, Buenos Aires.
- Chromo- optique (multipel box), 1968, Jozami collection.
- Déplacement optique C (multipel box), 1969, Jozami collection.
- Mouvements chromocinétiques, 1971, MNBA collection, Buenos Aires.[11]

## Soloutställningar
- 1952 - Van Riel Gallery, Buenos Aires, Argentina.
- 1953 - Van Riel Gallery, Buenos Aires, Argentina.
- 1954 - Krayd Gallery, Buenos Aires, Argentina.
- 1955 - Krayd Gallery, Buenos Aires, Argentina.
- 1956 - Galatea Gallery, Buenos Aires, Argentina.
- 1957 - Estímulo de Bellas Artes, Buenos Aires, Argentina.
- 1958 - H. Gallery, Buenos Aires, Argentina.
- 1961 - Denise René Gallery, Art abstrait constructif international, Paris, Frankrike.
- 1964 - Maison des Beaux-Arts, C.R.O.U.S., Paris, Frankrike.
- 1969 - Denise René Gallery, Paris, Frankrike.
- 1976 - Centre d’Action Culturelle Les Gémeaux, Paris, Frankrike.
- 1993 - Espace Bateau Lavoir, Paris, Frankrike.
- 1996 - Galerie Argentine, Paris, Frankrike.
- 1997 - Saint-Lambert Post Office, Paris, Frankrike.
- 1998 - The Eye's Pop: Op Art, Albright-Knox Art Gallery, Buffalo, USA.
- 2003 - Geometrías Heterodoxas, Museum of Modern Art, Buenos Aires, Argentina.
- 2004 - Moving Parts: Forms of the Kinetic, Museum Tinguely, Basel, Schweiz & Kunsthaus, Gras, Österrike.[12]
- 2006 - Contact Le cyber Cosmos de Boto et Vardanega, Sicardi Gallery.

## Samlingsutställningar i urval
- 1962 - 30 Argentines of the New Generation, Creuze Gallery, Paris.
- 1962 - Art latino américain à Paris: Martha Boto, Jorge Camacho, Simona Ertan, Joaquin Ferrer, Eduardo Jonquieres, Wifredo Lam, Roberto Matta, Jesus Rafael Soto, Hervé Télémaque..., Musée d'Art Moderne de la Ville de Paris.
- 1963 - Denise René Gallery, Düsserdorf.
- 1963 – New Tendencies II, Museet för modern konst, Zagreb
- 1964 - New tendencies II, Museo de Artes Decorativas, Paris.
- 1964 - Movement, Gimpel & Hanover Galerie, Zürich.[13]
- 1964/65 - Movement II, Denise René Gallery, Paris.[13]
- 1964/65 - Albright-Knox Museum, Buffalo, USA.
- 1964/65 - Light-Movement and Optics, Palace of Fine Arts, Bryssel & Kunsthalle Bern, Bern, Schweiz[13][10]
- 1964/65 - New tendencies III, Museet för modern konst, Zagreb.
- 1964/65 - Movement, Moderna Museet, Stockholm.[källa behövs]
- 1966 – Kineticism, New York
- 1967 – Light/Motion/Space, Minneapolis, Walker Art Center, USA.[13]
- 1967 – Kinetika, Museum des 20. Jahrhunderts, Wien, Österrike.[13]
- 1967 – Luce movimento in Europa, Galleria dell'Ariete, Milano, Italien.[13]
- 2003 - Geometrias heterodoxas: Martha Boto, Eugenia Crenovich, Simona Ertan, Auguste Herbin, Virgilio Villalba..., Musée d'art moderne de Bucarest.
- 2004 - Movable Parts: Forms of the Kinetic, Kunsthaus, Graz, Austria.
- 2005 - Extreme Abstraction, Albright-Knox Art Gallery, Buffalo, United States.
- 2006 - Contact le Cyber Cosmos de Boto y Verdanega, Sicardi Gallery, Houston Texas, United States.
- 2007 - Lo[s] Cinético[s], Reina Sofía National Art Center Museum. Madrid Spain.
- 2007 - Op Art, Schirn Kunsthalle Frankfurt, Frankfurt, Germany.
- 2012 - Constructed Dialogues: Concrete, Geometric and Kinetic Art from the Latin American Art Collection, Museum of Fine Arts. Houston, Texas, United States.
- 2015 - Un Tournant - A turning point: Antonio Asis, Martha Boto, Horacio García Rossi, Hugo De Marziani, Georgio Vardanega, Sicardi Gallery. Houston, Texas, United States.[12]